# Royal (Iowa)
Royal – miasto w Stanach Zjednoczonych, w stanie Iowa, w hrabstwie Clay. W 2000 liczyło 479 mieszkańców.